# Encaminador sense fil

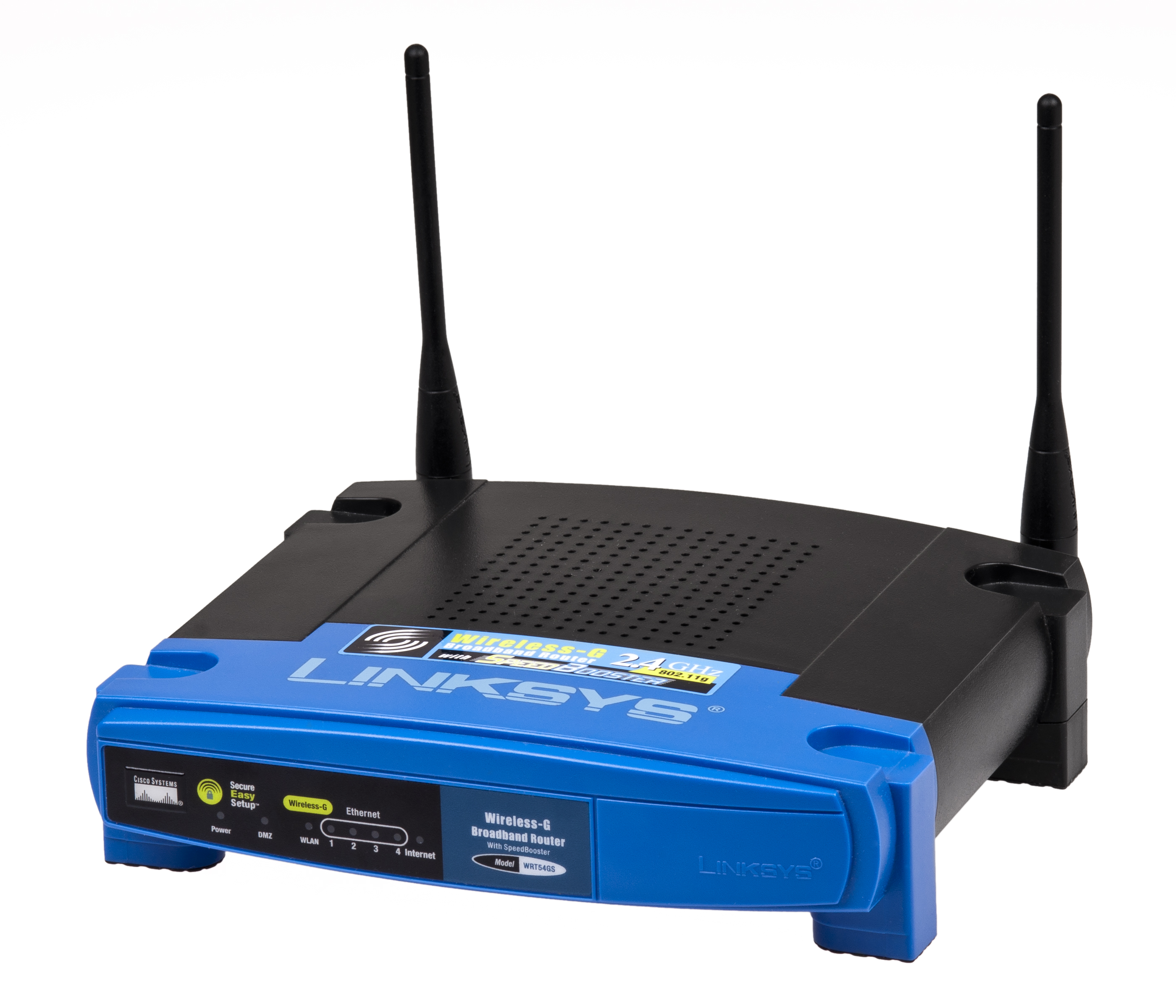
El encaminador sense fil Linksys WRT54G que suporta només 802.11b i 802.11g. El seu firmware OEM va donar lloc a OpenWrt

Un encaminador sense fil o router sense fil és un dispositiu que realitza les funcions d'un encaminador, però també inclou les funcions d'un punt d'accés sense fil fil. S'utilitza normalment per a proporcionar accés a Internet o a una xarxa informàtica. No cal un enllaç per cable, ja que la connexió es realitza sense fils, a través d'ones de ràdio. Pot funcionar amb LAN cablejada (local area network), amb una LAN sense fil (WLAN), o amb una xarxa mixta cablejada/sense fil, depenent del fabricant i el model.

## Característiques

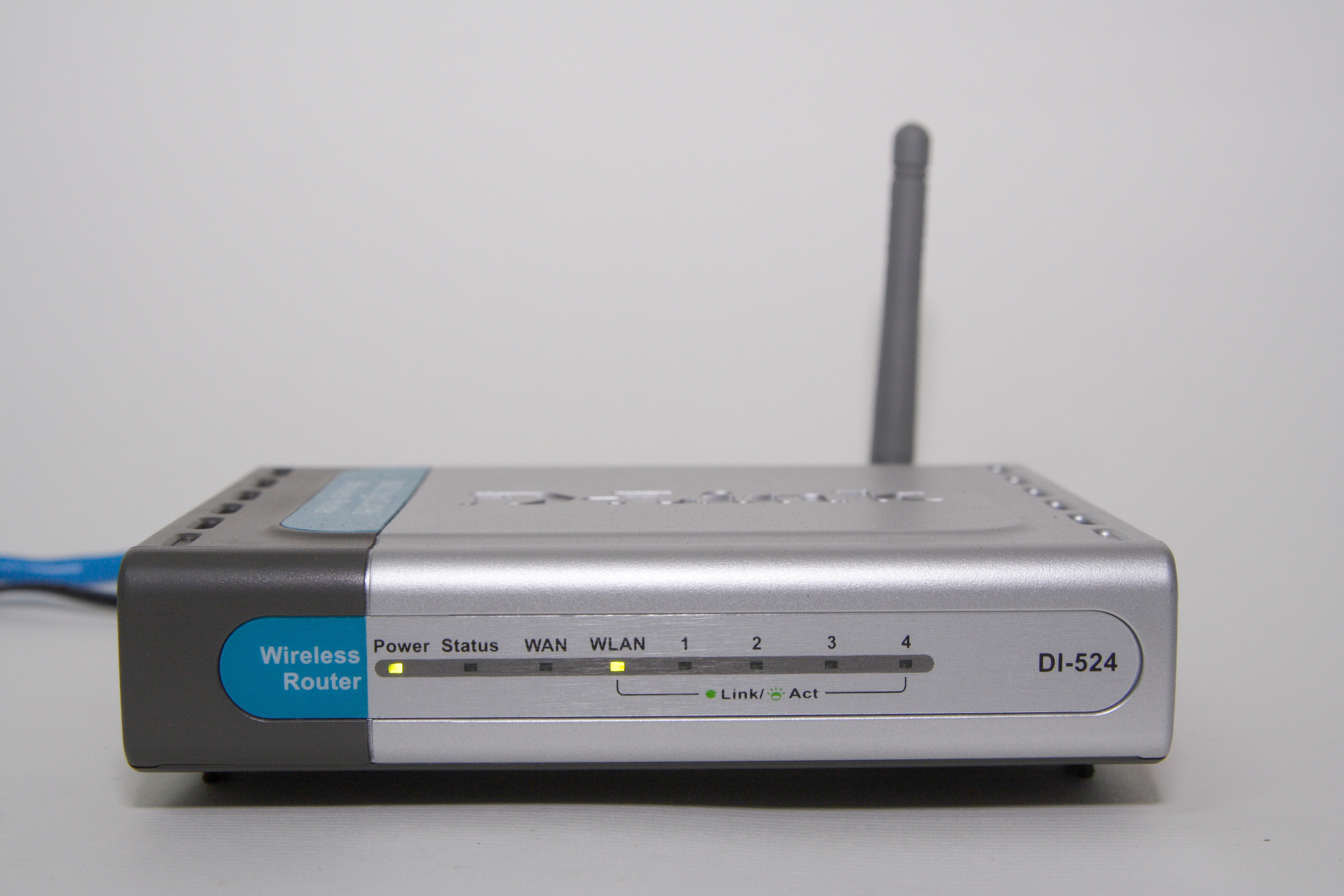
Model primerenc de encaminador sense fil.

La majoria dels encaminadors sense fils actuals tenen les següents característiques:
- Una o diverses NICs que admeten Fast Ethernet o Gigabit Ethernet integrades al SoC principal.
- Alguns encaminadors més nous tenen Link Aggregation que permeten utilitzar dos ports junts millorant el rendiment i la redundància.[1]
- Un o diversos WNIC que donen suport a una part de la família estàndard IEEE 802.11 també es van integrar al SoC principal o com a xips separats a la placa de circuit imprès. També pot ser una targeta diferent connectada a través d'una interfície MiniPCI o MiniPCIe.
- Sovint, un commutador Ethernet que suporta Gigabit Ethernet o Fast Ethernet, amb suport per a IEEE 802.1Q, integrat en el SoC principal (SoCs MediaTek) o com a Xip separat a la placa interna PCB.
- Alguns inclouen un mòdem 4G-LTE integrat, entre d'altres tipus de mòdem com: mòdem xDSL, mòdem DOCSIS o mòdem de fibra òptica.
- Poden ser compatibles amb IEEE 802.11ac.
- Hi ha encaminadors sense fils de banda dual que operen simultàniament en bandes de 2,4 GHz i 5 GHz.
- Molts encaminadores sense fils de banda dual tenen taxes de transferència de dades superiors als 300 Mbit/s (banda 2,4 GHz) i 450 Mbit/s (banda 5 GHz).[2]
- Alguns encaminadors sense fil proporcionen múltiples transmissions que permeten multiplicar les taxes de transferència de dades (és a dir, un encaminador sense fil de tres canals permet transferències de fins a 1.3 Gbit/s a les bandes de 5 GHz).
- El botó del clon Wi-Fi simplifica la configuració de Wi-Fi i crea una xarxa domèstica unificada sense fissures, que permet l'extensió Super Range, el que significa que pot copiar automàticament el SSID i la contrasenya de l'encaminador.[3]
- Hi ha encaminadors sense fils que tenen un o dos ports USB. Per als encaminadors sense fils que tenen un port USB, es designa per a la impressora o la unitat de disc dur extern de l'escriptori. Per als encaminadors sense fils que tenen dos ports USB, un es designa per a la impressora i l'altre sol estar dissenyat per a una unitat de disc dur externa de sobretaula o mòbil.[4]
- Alguns encaminadors sense fils tenen un port USB dissenyat específicament per connectar el mòdem de banda ampla,[5] per a connectar l'encaminador sense fil a un Ethernet amb xDSL o mòdem per cable. Per tant, es pot inserir un adaptador USB de banda ampla mòbil al encaminador per compartir la connexió a Internet de banda ampla mòbil a través de la xarxa sense fils.[6]

## Routers 4G-LTE

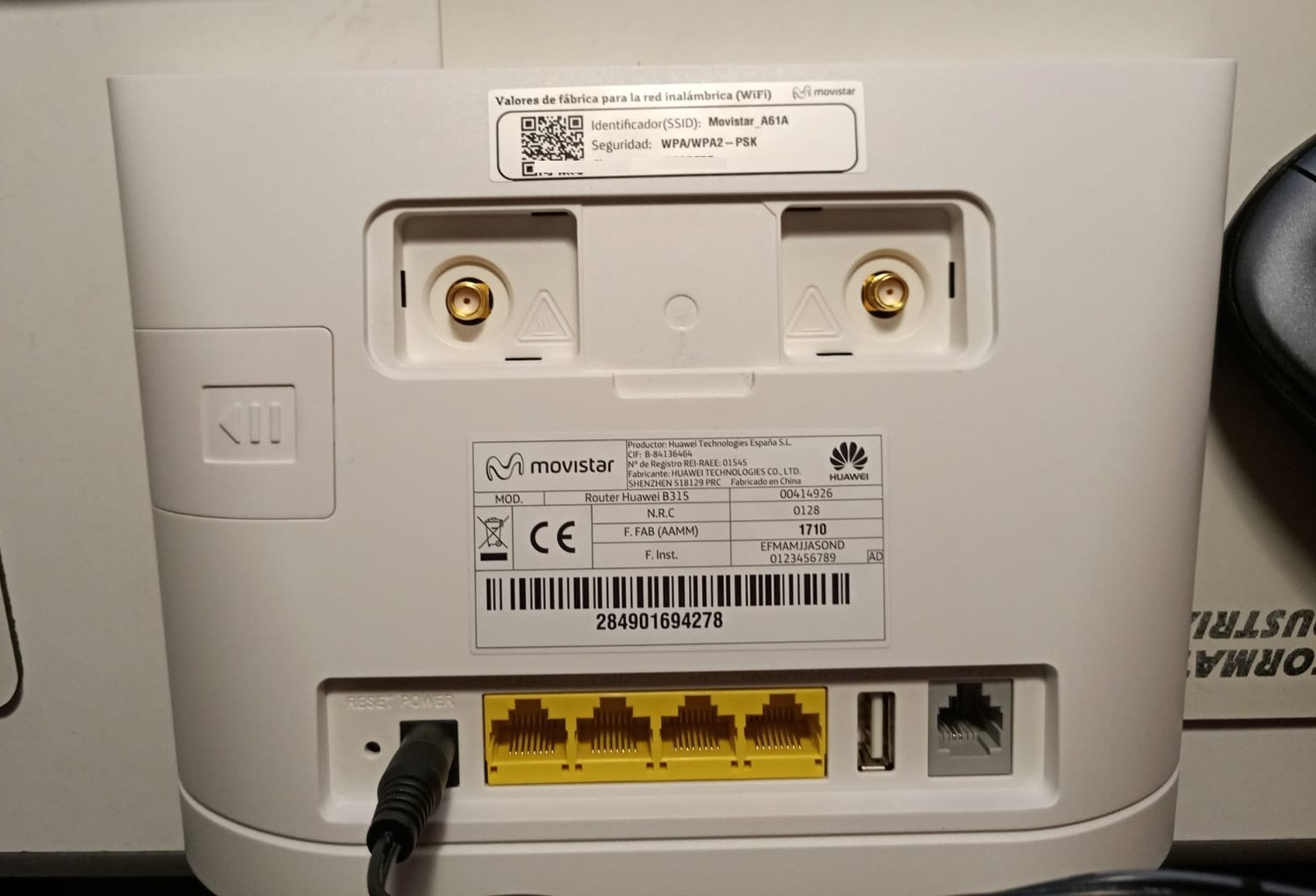
Router sense fil 4G-LTE.

Hi ha una família d'encaminadors sense fils que inclouen un mòdem 4G-LTE integrat. Els routers 4G-LTE solen ser una opció amb un rendiment acceptable en qualsevol lloc on es necessiti una connexió a Internet en el que, tot i no tenir connexió per cable o fibra òptica, es tingui cobertura 4G-LTE. Cal tenir en compte que amb la nova incorporació del dividend digital (antiga banda de TV-UHF de 790-882 MHz, canals 61 al 69) el 4G-LTE ha passat a tenir una molt àmplia cobertura, sobre tot en zones rurals.
La connexió a Internet amb un router 4G-LTE el que fa és crear un punt d'accés WiFi a partir d'una connexió 4G: el router capta els paquets de la xarxa 4G-LTE i els redistribueix a través de la xarxa WiFi i viceversa: recupera els paquets de la xarxa WiFi i els reenvia a la xarxa 4G-LTE. Entre altres avantatges alguns routers 4G poden crear xarxes WiFi de banda dual (2,5GHz/5GHz) mitjançant WiFi 802.11ac.
Funcionen amb una targeta SIM compatible i poden tenir gran quantitat d'opcions: alguns d'ells tenen connector USB (disc dur/impressora), RJ-11 per a VOIP i ports Ethernet RJ-45, de manera que poden usar-se com routers casolans en aquelles zones rurals on encara no hi hagi arribat ni l'ADSL ni la fibra òptica (o pot-ser no hi arribin mai). Cal tenir en compte que normalment se'ls hi poden connectar antenes externes que milloren el senyal 4G (tant en recepció com en emissió) 

### 4G-LTE
A partir de la primera versió de la transmissió analògica (1G) a la digital (2G) de 1992, van aparèixer noves generacions mòbils cada deu anys des del primer moviment de la transmissió analògica (1G) a digital (2G) de 1992. Seguidament, el 2001, amb el suport multimèdia de la 3G, transmissió d'espectre estès i, una taxa de bits d'almenys 200 kbit/s (cresta), seguida el 2011/2012, per la 4G "real", que es refereix a totes les xarxes de commutació de paquets de protocol d'Internet (IP) que donen accés mòbil d'ultra-banda ampla (gigabit).

### Freqüències 4G-LTE
La xarxa mòbil 4G-LTE utilitza diverses bandes de freqüència que són:
700 MHz (banda 28 - Telstra / Optus)
850 MHz (banda 5 - Vodafone)
900 MHz (banda 8 - Telstra)
1800 MHz (banda 3 - Telstra / Optus / Vodafone)
2100 MHz (banda 1 - Telstra / Vodafone)
2300 MHz (banda 40 - Optus
2600 MHz (banda 7 - Telstra / Optus)
La banda de 700 MHz es va utilitzar anteriorment per a la televisió analògica i va entrar en funcionament amb la 4G-LTE el 2014. La banda de 850 MHz està actualment operada com una xarxa 3G o 4G depenent dels llocs.

### Pros[12]
- Gran probabilitat de tenir cobertura 4G (actualment amb la nova incorporació del dividend digital supera el 90% del territori) amb possibilitat d'arribar a llocs rurals apartats als que la fibra li costarà arribar.[7]
- Internet 4G pot ser més barat perquè no necessita línia fixa i per tant, no té sentit pagar la quota de manteniment de línia
- Amb Internet 4G gairebé no es perd velocitat de connexió si s'està allunyat de l'antena tot i no ser tan estable com amb la fibra, no com la transmissió ADSL,que en ser analògica la qualitat de la transmissió. és inversament proporcional a la distància a la central.
- La velocitat de descàrrega i en certs proveïdors, també la de pujada, és molt més ràpida amb Internet 4G-LTE que en ADSL.
- La immediatesa d'Internet 4G. Donar-se d'alta a la xarxa (targeta SIM compatible), endollar-lo a una font de tensió i llest per utilitzar.
- Internet 4G compte en moltes ocasions amb l'avantatge de la mobilitat. Es pot portar internet allà on es vulgui. Només cal tenir cobertura de mòbil 4G i un subministrament de tensió, que pot-ser una bateria

### Contres[12]
- Internet 4G és molt sensible, a la saturació de la xarxa en moments puntuals, de manera que afectarà la qualitat del servei, que de fet és un factor que també afecta les connexions ADSL. Una connexió simètrica que compleixi amb la velocitat contractada, només la pot oferir la fibra.
- El ping sol ser més baix amb 4G-LTE que amb fibra òptica.
- Alguns proveïdors limiten la velocitat de pujada

## Llista d'estàndards de dades emprats en encaminadors sense fil
Hi ha molts estàndards de dada que han estat introduït per tecnologia d'encaminador sense fil. Els estàndards nous han estat creats per acomodar la necessitat creixent per connexions sense fil més ràpides. Hi ha encaminadors sense fil proporcionen retro-compatibilitat amb tecnologies de Wi-Fi més antic, mentre alguns encara han estat fabricats per fer-ne ús amb estàndards antics.
- 802.11a
- 802.11b
- 802.11g
- 802.11ac
- 802.11n

## Fabricants importants
- Apple Inc.
- Arris
- Asus
- Belkin
- Buffalo Technology
- Cisco
- D-Link
- HP Inc.
- Linksys
- Motorola
- Netgear
- Swisscom
- TP-Link
- Ubiquiti Networks
- Zyxel

## Configuració
El encaminador sol configurar-se connectat a la xarxa amb un navegador. Per poder fer-ho, la xarxa sense fil sol estar inhabilitada.